# Die Stafette
Die Stafette war eine monatlich erscheinende Jugendzeitschrift der evangelischen Jungen Gemeinde in der SBZ/DDR in den Jahren 1947 bis 1953. Sie wurde herausgegeben von der Evangelischen Jugendkammer in der Evangelischen Verlagsanstalt Berlin unter Lizenz Nr. 280 der sowjetischen Militäradministration.

## Geschichte
Der Titel lehnte sich an das Bild der Weitergabe des Staffelstabes: So wie dieser in der Stafette, so sollte die Zeitschrift von Hand zu Hand weitergegeben werden. Gleichwohl konnte erst nach innerkirchlichen Diskussionen um die Sachgemäßheit eines dem sportlichen Milieu entwachsenen Titels die erste Ausgabe im Dezember 1947 in einer Auflage von 50.000 Exemplaren erscheinen, viel zu wenig für den realen Bedarf in der ostdeutschen Leserschaft. Diese Ausgabe präsentierte u. a. neben der biblischen Weihnachtsgeschichte Dostojewskis Geschichte Der Junge beim Herrn Jesus zur Weihnacht sowie Kurt Reubers Zeichnung der Stalingradmadonna. Neben Vermischtem aus dem kirchlichen Leben war von Anbeginn die musikalische Rubrik Singet und spielet dem Herrn dabei.
Die Zeitschrift wollte „aufbauend und stärkend wirken, Gemeinschaft förden und ein positives Bild junger Christen zeichnen, die sich mutig zu Jesus Christus als ihrem Herrn bekennen, ihrer Sache gewiss sind und weltoffen, aber bibeltreu, ihrem Glauben leben. Insofern zeichnete sie ein getreues Bild der kirchlichen Jugendarbeit jener Jahre.“
Im Zuge der anwachsenden Spannungen zwischen Kirche und Staat in der DDR, im Besonderen zwischen Junger Gemeinde und FDJ wurde die Stafette im Januar 1953 ungeachtet kirchlicher Proteste verboten. Ein Versuch der Weiterführung im Jahr 1958 blieb ohne Erfolg.